# Поозёрье (ландшафт)
Поозёрье, поозерье — холмисто-озерный ландшафт, характерный для краевой зоны последнего (Валдайского) оледенения.
Участвует в названиях:
- Мазурское поозёрье — озёрное плато на северо-востоке Польши,
- Поморское поозёрье — всхолмлённая равнина на северо-западе Польши,
- Мекленбургское поозёрье — юго-западная часть Балтийской гряды на территории северо-восточной Германии.

А также:
- Ильменьское поозерье — историческая местность в окрестностях Великого Новгорода,
- Смоленское Поозерье — национальный парк в европейской части России, в северо-западной части Смоленской области.